# Vitis (Ausztria)
Vitis osztrák mezőváros Alsó-Ausztria Waidhofen an der Thaya-i járásában. 2018 januárjában 2678 lakosa volt.

## Elhelyezkedése

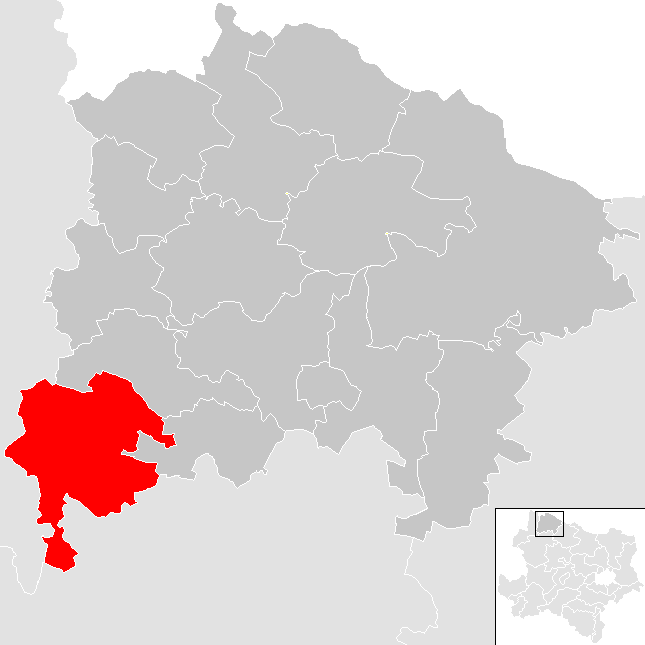
Vitis a Waidhofen an der Thaya-i járásban

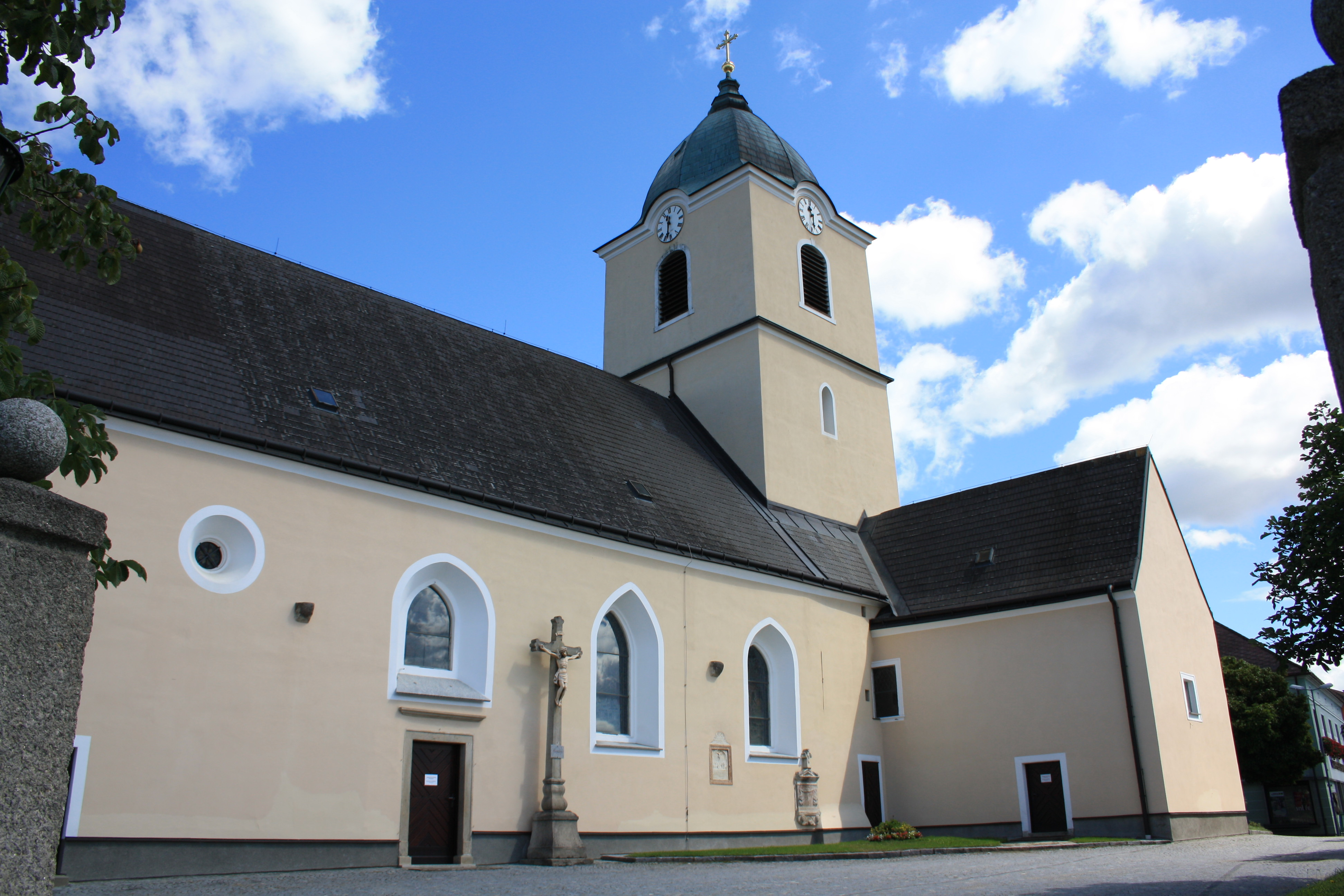
A Szt. Bertalan-plébániatemplom

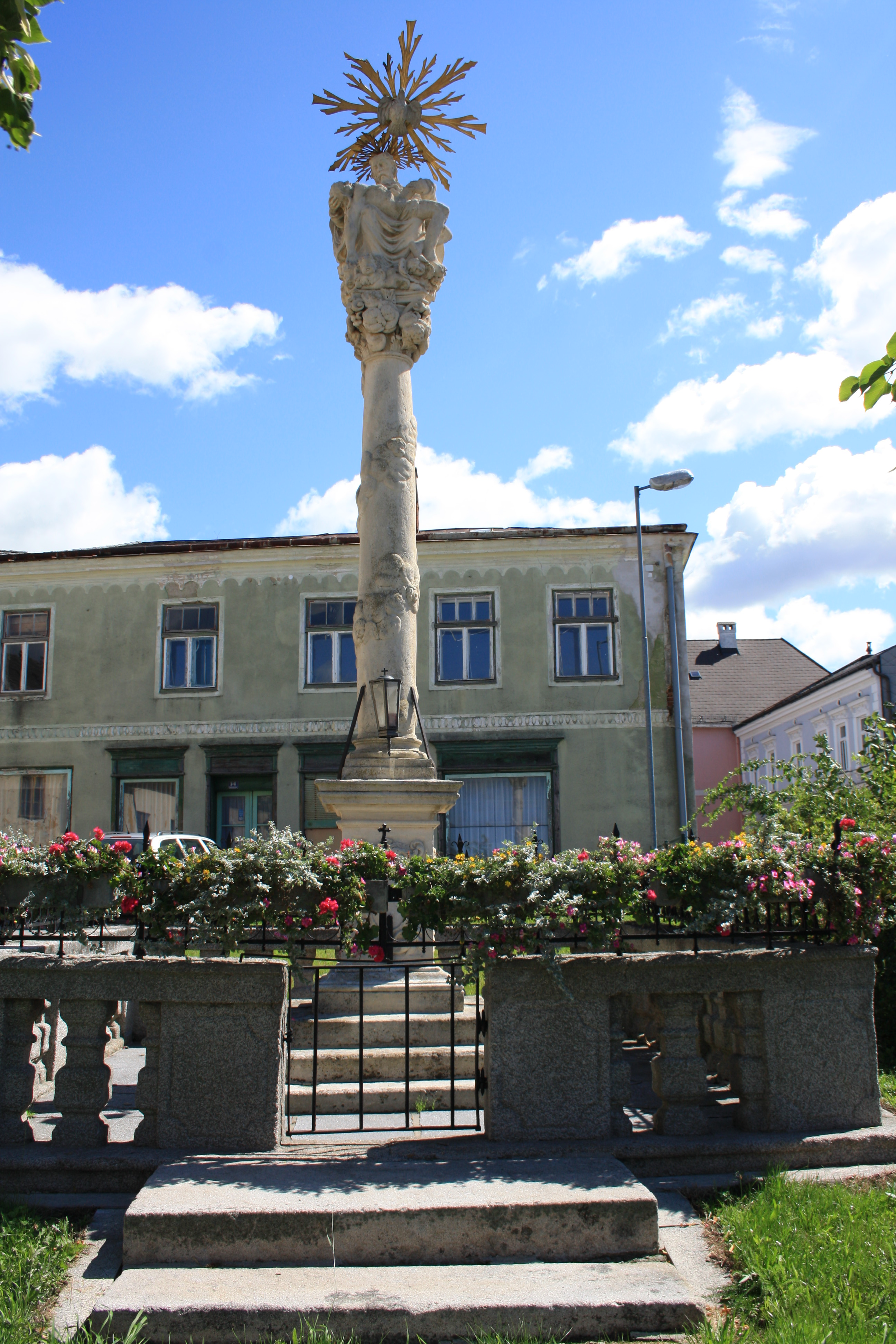
A Szentháromság-oszlop a főtéren

Vitis Alsó-Ausztria Erdőnegyedének (Waldviertel) északi részén fekszik a Thaya és a Jaudlingbach folyók találkozásánál. Területének 23,6%-a erdő. Az önkormányzat 16 településrészt és falut egyesít: Eschenau (61 lakos 2018-ban), Eulenbach (145), Grafenschlag (98), Großrupprechts (180), Heinreichs (183), Jaudling (166), Jetzles (106), Kaltenbach (124), Kleingloms (42), Kleinschönau (46), Schacherdorf (52), Schoberdorf (53), Sparbach (91), Stoies (17), Vitis (1244) és Warnungs (199). A kataszteri közösségek Eschenau, Eulenbach, Grafenschlag, Großrupprechts, Heinreichs, Jaudling, Jetzles, Jetzleser Wald, Kaltenbach, Kleingloms, Kleinschönau, Sparbach, Stoies, Vitis és Warnungs.
A környező önkormányzatok: északra Waidhofen an der Thaya-Land, keletre Windigsteig, délkeletre Echsenbach és Schwarzenau, délre Zwettl, délnyugatra Kirchberg am Walde, nyugatra Hirschbach, északnyugatra Schrems.

## Története
Vitist először 1150-ben említik, Heinrich von Kammegg és Konrad passaui püspök közötti birtokcsere-megállapodás részeként. Elnevezése feltehetően szláv személynévből származik. Maga a mezőváros valószínűleg tervezett telepítés eredményeképpen jött létre 1200 körül. Mezővárosként először 1462-ben hivatkoznak rá. A középkor és kora újkor során számos alkalommal vonultak át hadseregek a térségben, pl. a huszita betörések, a parasztháborúk vagy a harmincéves háború alkalmával. A 16. század végén és a 17. század első felében Vitis a protestantizmus egyik bástyájaként szolgált.
 
A 17-19. századokban a mezőváros több alkalommal leégett. A 18-19. században a Waldviertel egyik gazdasági központja volt, textiliparán kívül különösen marha- és lóvására volt messze földön ismert. 
1899-ben a Gmündi járás megalapításakor Vitist is hozzásorolták, majd 1923-ban visszatért a Waidhofeni járásba. 

## Lakosság
A vitisi önkormányzat területén 2018 januárjában 2678 fő élt. A lakosságszám 1991 óta gyarapodó tendenciát mutat. 2016-ban a helybeliek 96,8%-a volt osztrák állampolgár; a külföldiek közül 0,6% a régi (2004 előtti), 0,4% az új EU-tagállamokból érkezett. 0,4% a volt Jugoszlávia (Szlovénia és Horvátország nélkül) vagy Törökország, 1,7% egyéb országok polgára. 2001-ben a lakosok 96,2%-a római katolikusnak, 1% muszlimnak, 2,1% pedig felekezeten kívülinek vallotta magát.

## Látnivalók
- a Szt. Bertalan-plébániatemplom
- az 1753-ban állított Szentháromság-oszlop a főtéren
- Eulenbach Szt. Anna-kápolnája
- Eulenbach kápolnája
- az 1773-as Nepomuki Szt. János-szobor, valamint Grafenschlag és Sparbach 18. századi Szt. Félix-szobrai

## Fordítás
- Ez a szócikk részben vagy egészben  a   Vitis című német Wikipédia-szócikk ezen változatának fordításán alapul.  Az eredeti cikk szerkesztőit annak laptörténete sorolja fel. Ez a jelzés csupán a megfogalmazás eredetét és a szerzői jogokat jelzi, nem szolgál a cikkben szereplő információk forrásmegjelöléseként.